# Llista de muntanyes de la Costera
Llista de muntanyes a la comarca de la Costera, al País Valencià.
| Nom                          | Altura   | Municipi              | Unitat de relleu  | Coordenades                                            | Foto |
| ---------------------------- | -------- | --------------------- | ----------------- | ------------------------------------------------------ | ---- |
| la Sella                     | 1.003 m. | la Font de la Figuera |                   | 38° 48′ 39″ N, 0° 55′ 59″ O / 38.8108831°N,0.9331486°O |      |
| Penya Foradada               | 978 m.   | la Font de la Figuera |                   | 38° 47′ 54″ N, 0° 54′ 40″ O / 38.798357°N,0.9110003°O  |      |
| Alt de la Creu               | 900 m.   | Vallada               | Serra Grossa      | 38° 51′ 32″ N, 0° 40′ 15″ O / 38.8589838°N,0.6708451°O |      |
| el Caperutxo                 | 896 m.   | la Font de la Figuera |                   | 38° 48′ 13″ N, 0° 53′ 56″ O / 38.8034802°N,0.8988078°O |      |
| Alt de les Figueroles        | 895 m.   | Moixent               | Serra Grossa      | 38° 50′ 37″ N, 0° 42′ 05″ O / 38.8435957°N,0.7014532°O |      |
| Alt dels Bolos               | 843 m.   | la Font de la Figuera |                   | 38° 53′ 19″ N, 0° 55′ 21″ O / 38.8886612°N,0.9226142°O |      |
| Alt de la Creu               | 832 m.   | Moixent               | Serra Grossa      | 38° 49′ 40″ N, 0° 44′ 28″ O / 38.8277537°N,0.7410863°O |      |
| Alt dels Palàcios            | 829 m.   | Moixent               | Serra de la Plana | 38° 51′ 40″ N, 0° 50′ 59″ O / 38.8610809°N,0.8498191°O |      |
| el Cofrenet                  | 812 m.   | la Font de la Figuera |                   | 38° 50′ 00″ N, 0° 55′ 14″ O / 38.8332852°N,0.9206509°O |      |
| Alt del Xocolater            | 772 m.   | Moixent               | Serra Grossa      | 38° 49′ 29″ N, 0° 46′ 02″ O / 38.8247726°N,0.767132°O  |      |
| Alt de les Bateries          | 762 m.   | la Font de la Figuera |                   | 38° 51′ 21″ N, 0° 56′ 05″ O / 38.855891°N,0.934619°O   |      |
| Lloma del Pedregal           | 745 m.   | Moixent               | Serra Grossa      | 38° 52′ 33″ N, 0° 42′ 54″ O / 38.8758246°N,0.7150917°O |      |
| Lloma del Pedregal           | 745 m.   | Vallada               | Serra Grossa      | 38° 52′ 33″ N, 0° 42′ 54″ O / 38.8758246°N,0.7150917°O |      |
| Pic d'Eixea (o del Teleraco) | 728 m.   | Vallada               | Serra Grossa      | 38° 53′ 15″ N, 0° 37′ 38″ O / 38.8874607°N,0.6271314°O |      |
| el Tossal                    | 722 m.   | Vallada               | Serra Grossa      | 38° 53′ 30″ N, 0° 40′ 06″ O / 38.8917348°N,0.6682139°O |      |
| la Talaia                    | 687 m.   | Moixent               | Serra Grossa      | 38° 51′ 18″ N, 0° 45′ 45″ O / 38.8548839°N,0.7624005°O |      |
| la Ferradura                 | 677 m.   | Montesa               | Serra Grossa      | 38° 53′ 45″ N, 0° 37′ 04″ O / 38.8958562°N,0.6176632°O |      |
| la Plana                     | 619 m.   | Montesa               | Serra de la Plana | 38° 58′ 54″ N, 0° 39′ 13″ O / 38.9815736°N,0.6535551°O |      |
| Puntals de Claus             | 618 m.   | Vallada               | Serra de la Plana | 38° 56′ 27″ N, 0° 42′ 20″ O / 38.9407334°N,0.7055914°O |      |
| Puntal de la Serp            | 562 m.   | Canals                | Serra Grossa      | 38° 54′ 46″ N, 0° 35′ 44″ O / 38.9127414°N,0.5955479°O |      |
| Puntal de la Serp            | 562 m.   | Montesa               | Serra Grossa      | 38° 54′ 46″ N, 0° 35′ 44″ O / 38.9127414°N,0.5955479°O |      |
| Penya Roja                   | 558 m.   | Xàtiva                | Serra de la Plana | 38° 59′ 07″ N, 0° 38′ 43″ O / 38.9852063°N,0.6453677°O |      |
| Penyes Roges                 | 454 m.   | Xàtiva                | Serra de Vernissa | 38° 58′ 34″ N, 0° 32′ 19″ O / 38.9760425°N,0.5386689°O |      |
| Serra de la Corsa            | 433 m.   | Barxeta               | Serra de Requena  | 38° 59′ 44″ N, 0° 24′ 43″ O / 38.9955263°N,0.4119976°O |      |
| Penya Blanca                 | 429 m.   | el Genovés            | Serra de la Creu  | 38° 58′ 08″ N, 0° 28′ 32″ O / 38.9688914°N,0.4754516°O |      |
| Penya de la Mel              | 420 m.   | Canals                | Serra Grossa      | 38° 57′ 14″ N, 0° 31′ 07″ O / 38.9538783°N,0.5184764°O |      |
| Greu de Saliva               | 350 m.   | la Llosa de Ranes     |                   | 39° 01′ 52″ N, 0° 31′ 54″ O / 39.0311268°N,0.531652°O  |      |
| Penya Roja                   | 346 m.   | Barxeta               |                   | 39° 01′ 59″ N, 0° 23′ 24″ O / 39.0329433°N,0.3899069°O |      |
| el Castell Major             | 342 m.   | Xàtiva                | Serra del Castell | 38° 58′ 57″ N, 0° 31′ 17″ O / 38.9824604°N,0.5213743°O |      |
| el Puig                      | 309 m.   | Xàtiva                |                   | 39° 00′ 13″ N, 0° 29′ 23″ O / 39.0035844°N,0.4897132°O |      |